# Uładzimir Mackiewicz (piłkarz)
Uładzimir Mackiewicz (ur. 26 lutego 1924; biał.: Уладзімір Мацкевіч; ros.: Владимир Михайлович Мацкевич, trb.: Władimir Michajłowicz Mackiewicz) – białoruski piłkarz, grający na pozycji pomocnika, sędzia i trener piłkarski.

## Kariera piłkarska

### Kariera klubowa
W 1949 roku rozpoczął karierę piłkarską w klubie Dynama Mińsk, w którym występował przez 6 sezonów i zakończył karierę w roku 1954.

## Kariera trenerska
Karierę szkoleniowca rozpoczął w 1957 roku. Do 1959 pracował jako trener piłki nożnej w Futbolowej Szkole Młodzieży w Mińsku. W 1960 został zaproszony do Mohylewa, gdzie został założony Chimik Mohylew i trener stał na czele klubu. Potem powrócił do FSzM, gdzie od 1964 do 1984 pracował w Szkole na stanowisku dyrektora.
Sędziował mecze mistrzostw Białoruskiej SRR, a od 21 stycznia 1964, kiedy otrzymał kategorię ogólnokrajową i mecze mistrzostw ZSRR.